# Ricardo Vale

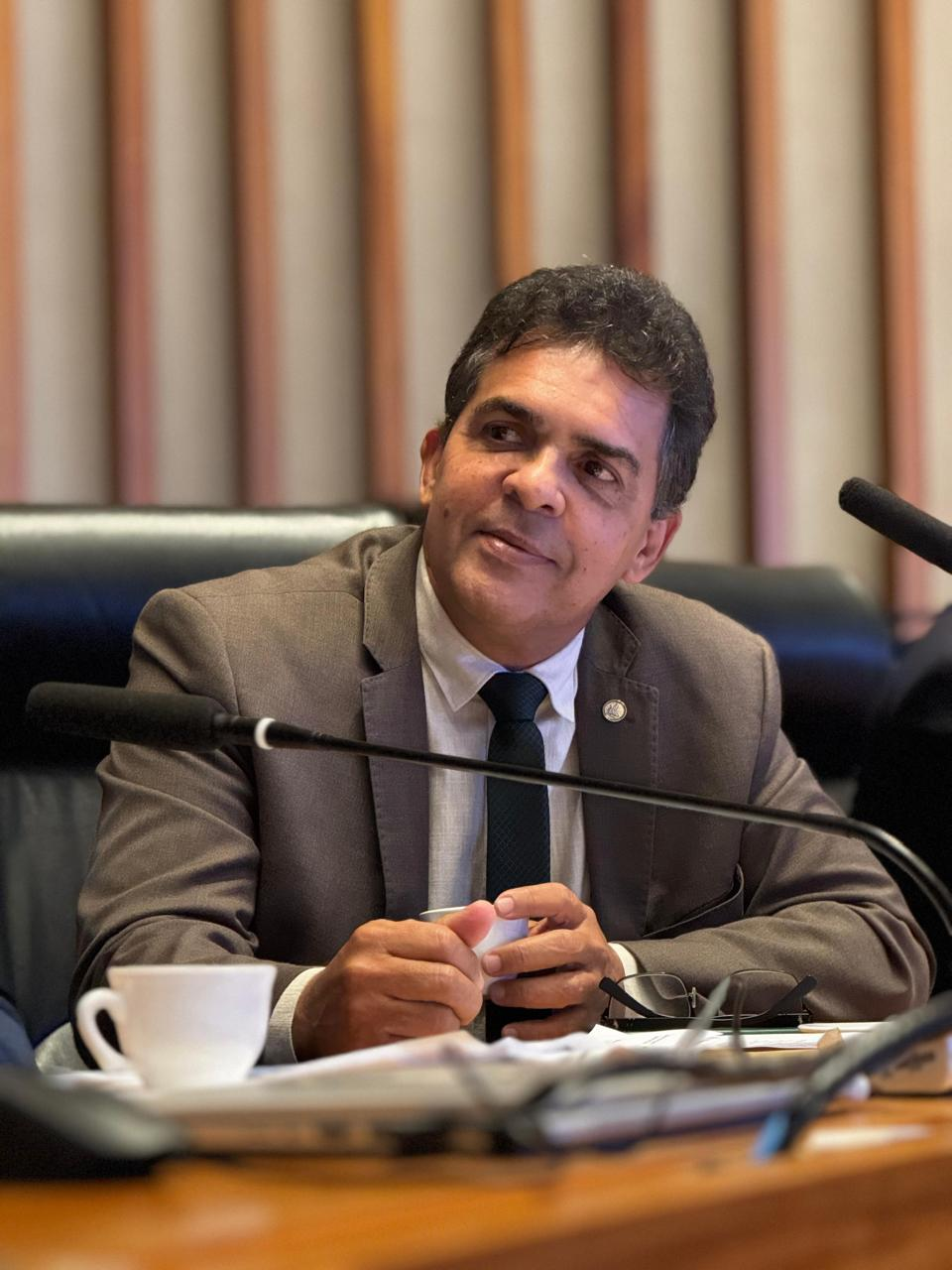
Deputado Ricardo Vale (PT)

## Biografia
Ricardo Vale é um político brasileiro, casado e pai de três filhos. Formado em Administração e Marketing, ele sempre teve uma forte ligação com os movimentos sociais, atuando como militante desde os 18 anos, sempre alinhado ao Partido dos Trabalhadores (PT) do Distrito Federal.
A influência política vem de sua família, especialmente de seus irmãos. Entre eles, Paulo Tadeu, conselheiro do Tribunal de Contas do Distrito Federal (TCDF) e ex-deputado distrital, federal e secretário de Estado.
Ricardo iniciou sua trajetória política como diretor de Esporte e Lazer da Administração Regional de Sobradinho e, ao longo dos anos, atuou na Câmara e no Senado Federal, no Ministério do Esporte e no Governo do Distrito Federal. 
Em 2014, Vale foi presidente do Sobradinho Esporte Clube. Seu reduto eleitoral era Sobradinho, onde, em 1987, foi um dos fundadores do Partido dos Trabalhadores (PT) naquela região administrativa.
No pleito de 2014, Vale disputou pela primeira vez um cargo público eletivo. No primeiro ano como parlamentar, foi escolhido por seus colegas para presidir a Comissão de Ética. Também foi líder da bancada do Partido dos Trabalhadores.
Desde então, Ricardo Vale tem se dedicado à defesa de causas sociais, direitos humanos, cultura e esporte. Com um expressivo histórico de 35 leis aprovadas e sancionadas, das quais nove foram nos últimos dois anos, seu trabalho tem se destacado em áreas como valorização cultural e incentivo ao esporte. Entre suas iniciativas notáveis estão a lei que reconhece o rock brasiliense como patrimônio imaterial (Lei nº 5615/2016) e a Lei Boleiros (Lei nº 5.649/2016), que visa fortalecer o esporte amador.
Em 2022, Ricardo foi reeleito para seu segundo mandato na Câmara Legislativa do Distrito Federal (CLDF), onde atualmente ocupa o cargo de vice-presidente. Ele também é vice-presidente da Comissão de Direitos Humanos e Cidadania, além de Fiscalização, Governança, Transparência e Controle. É membro das comissões de Saúde, Educação e Cultura, e de Análise das Propostas de Emenda à Lei Orgânica do DF de 2023.
As principais bandeiras do deputado Ricardo Vale são voltadas para as áreas de Educação, Cultura, Esporte e infraestrutura nas cidades. Amante dos animais, ele também defende essa pauta.
Conheça algumas leis de autoria do deputado Ricardo Vale:
- Lei nº 7.457/2024 - Cria o Bolsa-atleta para gestantes e puérperas do DF;
- Lei nº7.264/2023  - Pune agressores de mulheres com multas variando de R$ 500 a R$ 500 mil;
- Lei nº 6.184/2018 - Inclui o Janeiro Branco, mês de conscientização da saúde mental, no calendário oficial do DF;
- Lei nº 5.984/2017 - Determina a preferência, em assentos do transporte coletivo do DF, para idosos, mulheres grávidas ou com criança de colo e pessoas com deficiência ou mobilidade;
- Lei nº 5.649/2016 - Cria a Lei dos Boleiros, programa que incentiva o Esporte Amador;
- Lei nº 5.835/2017 - Trata das formas de Registro e divulgação dos dados sobre violência do DF;
- Lei nº 6.053/2017 - Institui no Distrito Federal o Dia do Combate à Homofobia;
- Lei nº 7.386/2024 - Inclui o Dia do Rock Brasiliense no Calendário Oficial de Eventos do DF;
- Lei nº 7.543/2024 - Cria o programa Guardião Responsável.